# Universidad de Paderborn
}}
La Universidad de Paderborn ( en alemán: Universität Paderborn ) es una de las catorce universidades públicas de investigación del estado alemán de Renania del Norte-Westfalia. Fue fundada en 1972 y en 2017 contaba con unos 20 000 estudiantes matriculados. Ofrece 62 programas de titulación diferentes y entre el profesorado hay varios ganadores del Premio Gottfried Wilhelm Leibniz otorgado por la Sociedad Alemana de Investigación (DFG), así como beneficiarios de subvenciones ERC del Consejo Europeo de Investigación. En 2002, el matemático rumano Preda Mihăilescu demostró la conjetura de Catalan, una conjetura de teoría de números formulada por el matemático francés y belga Eugène Charles Catalan, que había permanecido sin resolver durante un siglo. La Universidad colabora estrechamente con el Instituto Heinz Nixdorf, el Centro de Computación Paralela de Paderborn y los Institutos Fraunhofer para la investigación en informática, matemáticas, ingeniería eléctrica y fotónica cuántica.

## Ranking
En 2006, el programa de informática fue clasificado entre los 3 mejores programas en el ranking más completo y detallado de universidades alemanas realizado por el Centro para el Desarrollo de la Educación Superior (CHE)  y el semanario alemán de noticias " Die Zeit ". Ese mismo año, la universidad fue clasificada por la Fundación Alemana de Investigación entre las instituciones líderes en la obtención de fondos de investigación en las áreas de ingeniería eléctrica, informática e ingeniería de sistemas.
En 2018 se logró en el Instituto Heinz Nixdorf de la Universidad de Paderborn el récord mundial de "transmisión óptica de datos a 128 gigabits por segundo".  El ranking académico de universidades del mundo de 2018, conocido popularmente como "ranking de Shanghai", colocó a la universidad en el puesto 50-75 entre los departamentos de matemáticas de todo el mundo. 

## Campus

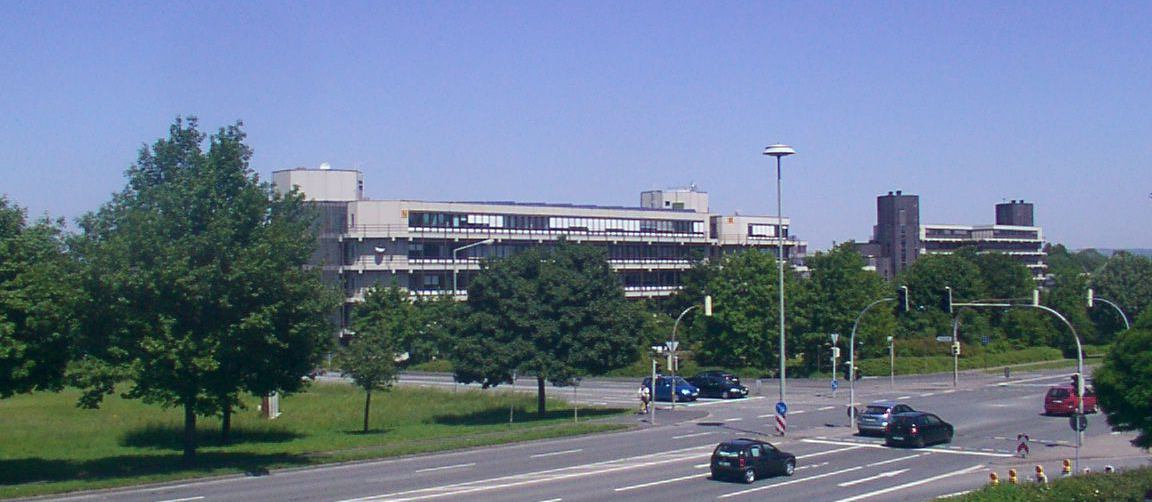
Universidad de Paderborn

La Universidad de Paderborn tiene dos campus, el campus principal y el campus Fürstenallee.

##### Campus principal
El campus principal está situado en la Warburger Straße de Paderborn. Allí la universidad cuenta con dos residencias de estudiantes, ambas situadas al lado del campus principal. El campus principal también alberga la biblioteca.

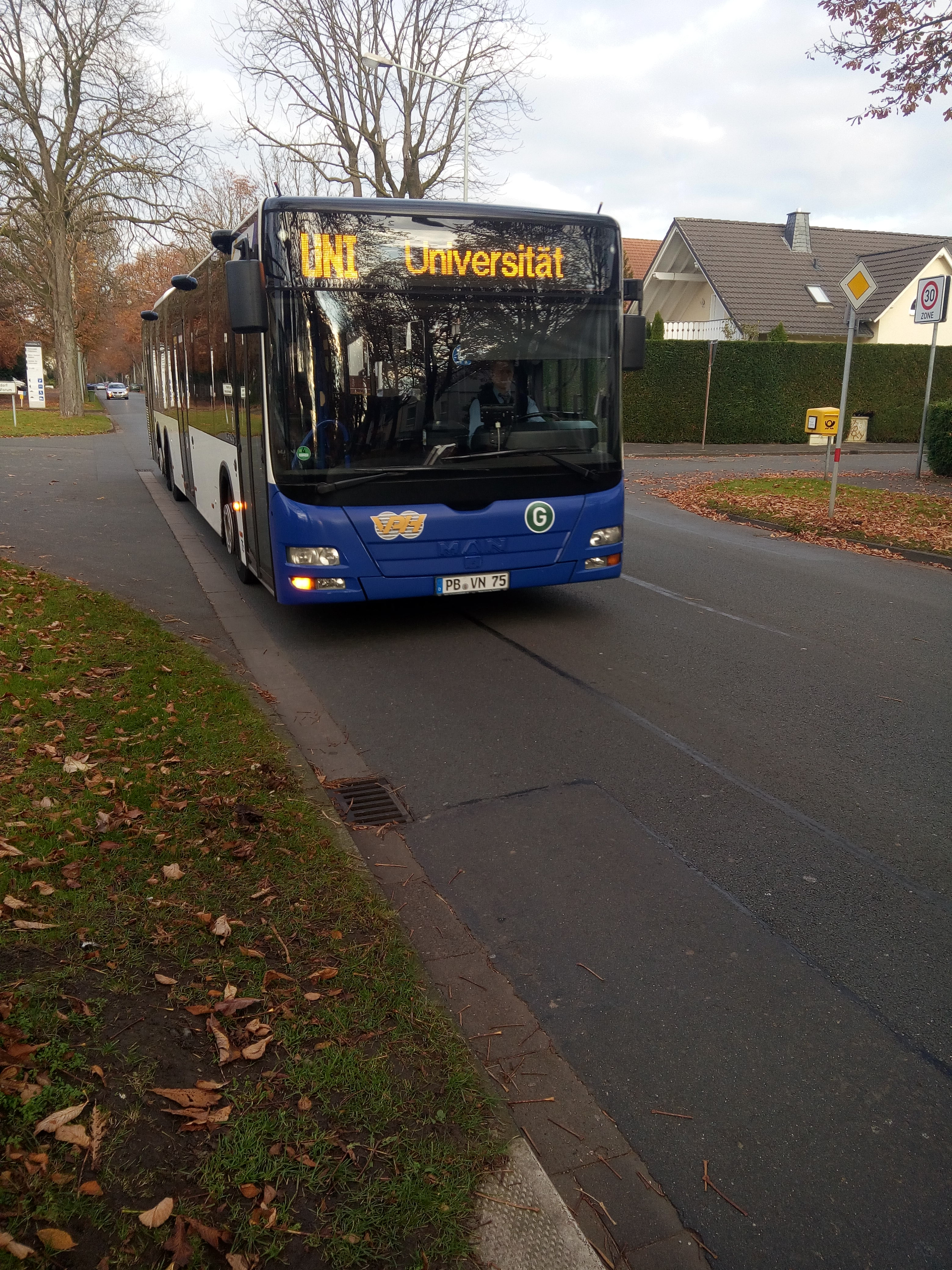
Autobús Uni-Line

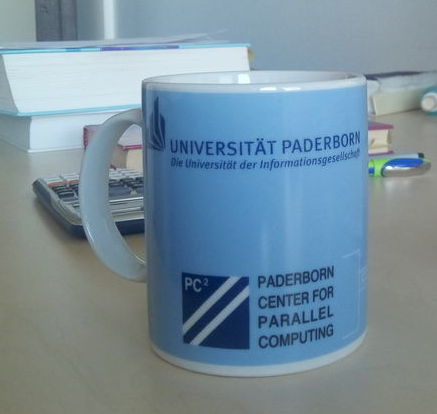
Taza de café del Centro de Computación Paralela de Paderborn

##### Oficina Internacional
La oficina internacional de la Universidad de Paderborn está interconectada con más de 140 universidades asociadas en todo el mundo y ofrece programas de intercambio. La oficina internacional trabaja en estrecha colaboración con la organización estudiantil Eurobiz e.V., que se ocupa de los estudiantes de intercambio entrantes.

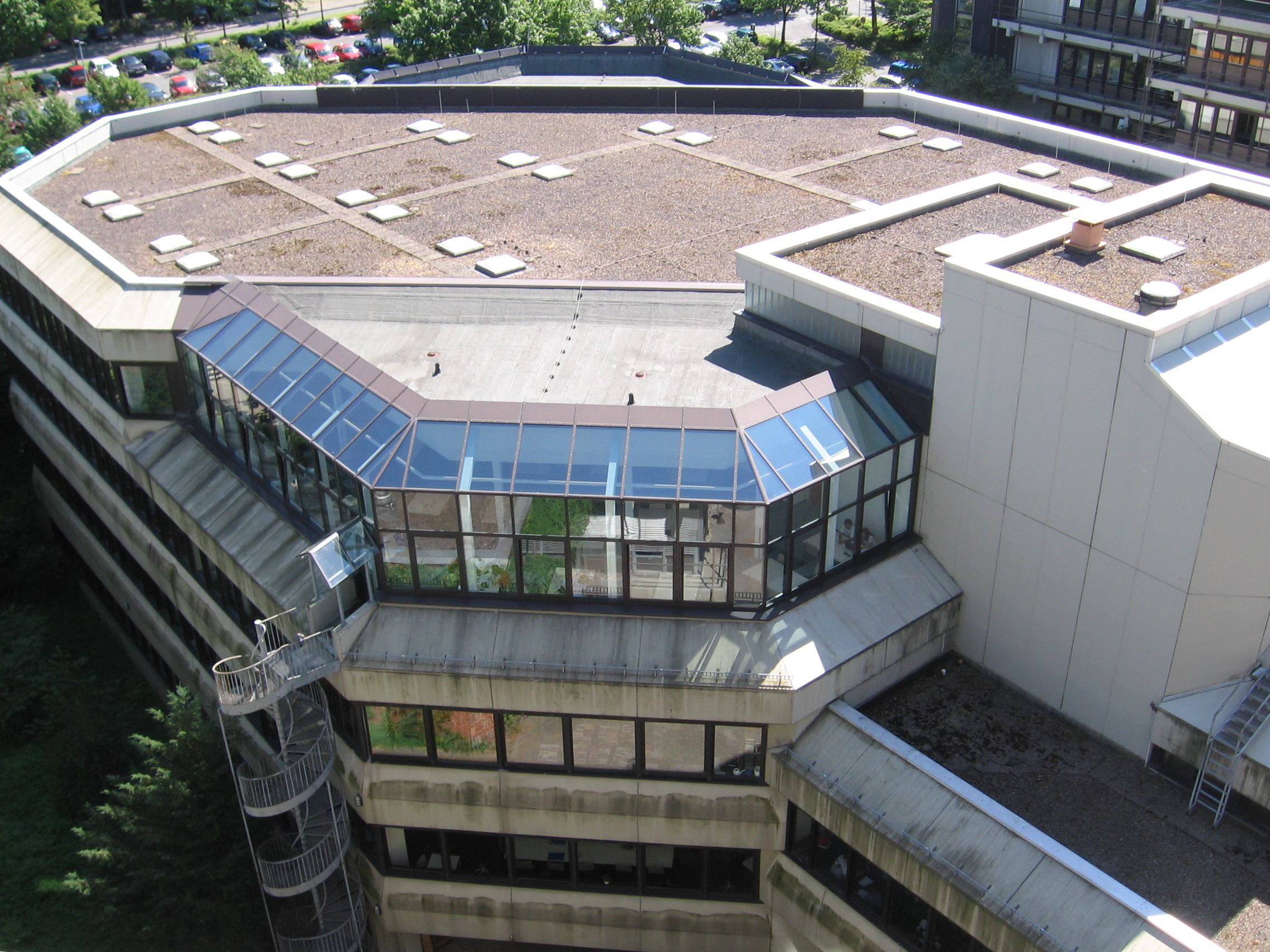
Biblioteca de la Universidad

##### Campus Fürstenallee
El campus de Fürstenallee está situado a 5 A 10 minutos a pie del campus principal se encuentra el centro de la ciudad y está conectado con el campus principal a través del autobús 'uni-line'. Algunas actividades académicas de los departamentos de informática e ingeniería de sistemas se llevan a cabo en el campus de Fürstenallee. Junto al edificio de la Fürstenallee se encuentra el museo informático más grande del mundo, el Heinz Nixdorf Museum Forum. En el campus de Fürstenallee se encuentran centros de investigación como el Instituto Heinz Nixdorf, el Laboratorio de Computación y Comunicación Cooperativa (C-Lab) y el Laboratorio de calidad de software (S-lab).

## Estudios
Los centros de investigación interdisciplinarios de la universidad incluyen el Instituto Heinz Nixdorf,  el Centro Paderborn de Computación Paralela,  el Instituto Paderborn de Computación Científica,  el Laboratorio de Computación y Comunicación Cooperativa (C-Lab)  y el Laboratorio de calidad de software (S-lab).  RailCab es un proyecto de investigación de la Universidad de Paderborn. Su propósito es el examen del uso de motores lineales para la propulsión de vehículos autónomos montados sobre raíles.